# Cattleya lundii

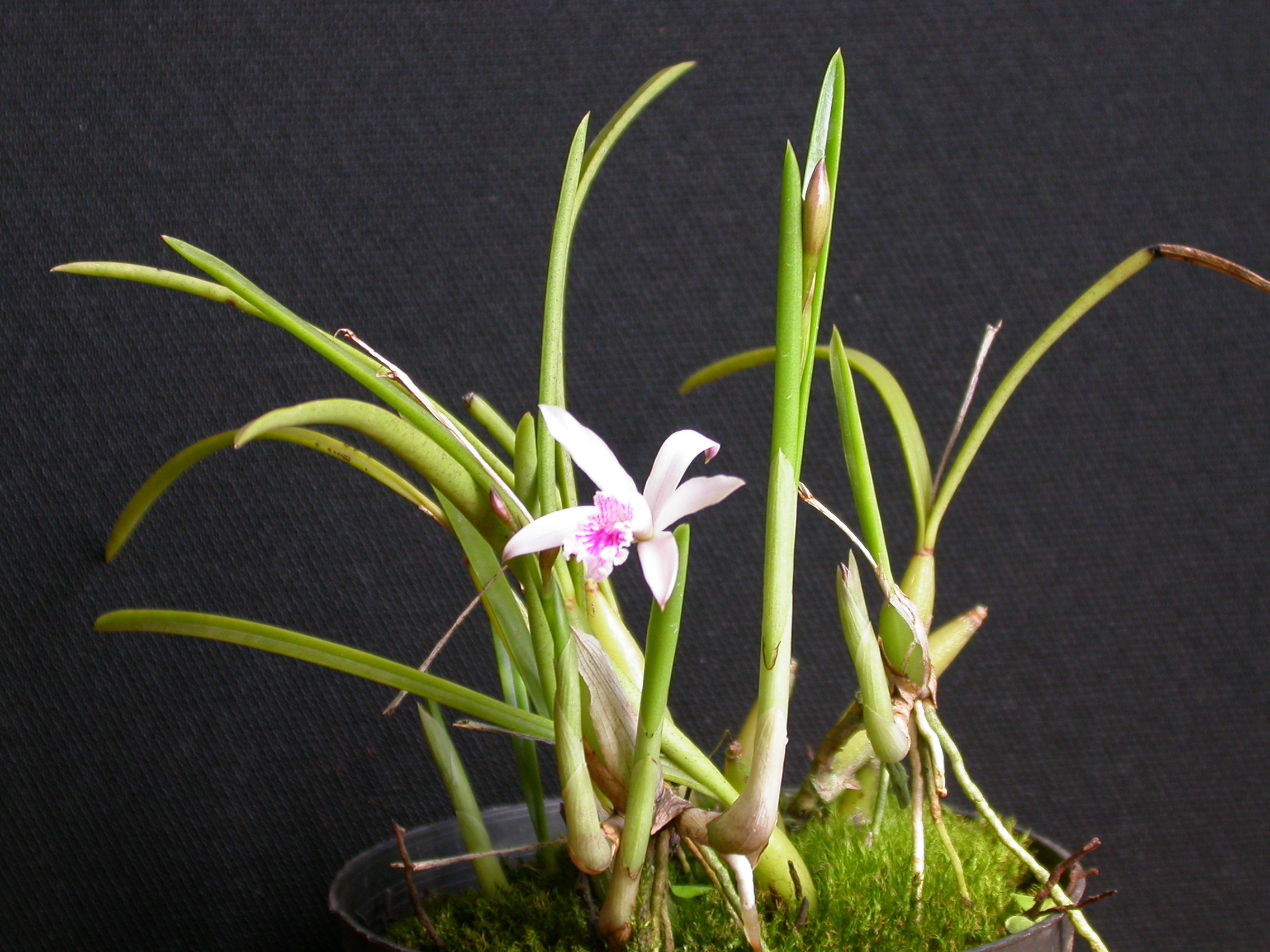
Microlaelia lundii

Cattleya lundii é uma pequena espécie botânica pertencente à família das orquídeas (Orchidaceae) que existe no Brasil, Bolívia, Argentina e Paraguai. É planta epífita que vegeta sempre em clima quente à beira de rios ou lagos. Planta pequena com pseudobulbos roliços de 3 centímetros de altura, que surgem de rizoma rastejante e fino. No ápice dos pseudobulbos nascem duas folhas de 10 centímetros de comprimento, finas, carnosas e fortemente canaliculadas. Hastes florais com uma ou duas flores de 2 centímetros de diâmetro, bastante estreladas. Pétalas e sépalas brancas. Labelo arredondado e crespo, de cor púrpura. Existem diversas variedades como alba, concolor e cerúlea. Floresce entre junho e agosto.

## Publicação e sinônimos
- Cattleya lundii (Rchb.f. & Warm.) Van den Berg

Sinônimos homotípicos:
- Microlaelia lundii (Rchb.f. & Warm.) Chiron & V.P.Castro
- Bletia lundii Rchb.f. & Warm. (*)
- Laelia lundii (Rchb.f. & Warm.) Rchb.f. & Warm.
- Sophronitis lundii (Rchb.f. & Warm.) van den Berg & M.W.Chase

Sinônimos heterotípicos:
- Laelia regnellii Barb.Rodr.
- Laelia reichenbachiana H.Wendl. & Kraenzl.
- Sophronitis lundii (Rchb.f. & Warm.) van den Berg & M.W.Chase
- Microlaelia lundii f. alba F.Barros & J.A.N.Batista
- Laelia lundii var. alba L.C.Menezes (*)
- Sophronitis lundii f. alba (L.C.Menezes) van den Berg & M.W.Chase

## Histórico
Era a única espécie do gênero Microlaelia, proposto por Guy R. Chiron & V.P.Castro, em Richardiana 2(1): 11, em 2002, originalmente descrita como Bletia lundii Rchb.f. & Warm.. Seu nome vem da elevação da secção Microlaelia Schltr. do gênero Laelia à categoria de gênero, e é uma referência ao tamanho pequeno de suas flores.

## Distribuição
Espécie epífita, raro rupícola, de crescimento simpodial, mais ou menos aéreo, que existe nas matas úmidas ou algo secas de regiões mais quentes no interior de São Paulo, e em Minas Gerais, Goiás e Mato Grosso do Sul, Paraná, e também na Bolívia, Paraguai e Argentina.

## Descrição
Apresentam pseudobulbos pequenos, mas variáveis no tamanho, cilíndricos, afunilados para o ápice, bifoliados, com rizoma longo; folhas rijas, estreitas, linear-lanceoladas, um tanto acanoadas e arqueadas. inflorescência apical, curta, uniflora. As pequenas flores lembram uma miniatura da Cattleya crispa, de cor branca, com labelo trilobado, com lobo central longo, colorido de púrpura ou inteiramente branco, em forma de veias mais concentradas no centro; lobos laterais estreitos, erguidos, recobrindo a pequena coluna. O lobo central é encrespado e recurvado para baixo. sépalas lanceoladas, bem explanadas, com ápice agudo. pétalas também lanceoladas, assimétricas, um pouco menores que as sépalas. Existem variedades com as flores de segmentos cerúleos ou brancos e de labelo branco.